# 群馬県出身の人物一覧
群馬県出身の人物一覧（ぐんまけんしゅっしんのじんぶついちらん）は、Wikipedia日本語版に記事が存在する群馬県出身の人物の一覧表である。原則として「群馬県で出生した人物」を掲載。

## 公人

### 政治家

#### 内閣総理大臣
以下の3名は群馬県内出生の内閣総理大臣
- 小渕恵三：吾妻郡中之条町
- 中曽根康弘：高崎市
- 福田赳夫：高崎市（旧群馬郡群馬町）

以下の1名は県外出生で県内選挙区選出の内閣総理大臣
- 福田康夫　衆議院群馬県第4区選出、東京市出生、高崎市育ち

以下の1名は群馬県ゆかりの内閣総理大臣
- 鈴木貫太郎　和泉国（現大阪府）出生・前橋市育ち。鈴木は海軍出身の首相であり、国会議員・帝国議会議員の経験はない。

#### 衆参議長・副議長
- 木檜三四郎　参議院仮議長
- 角田義一　参議院副議長
- 長谷川四郎　衆議院副議長、農林大臣、建設大臣：山田郡大間々町（現みどり市）

#### 国務大臣
- 大河原太一郎　農林水産大臣
- 大屋晋三　運輸大臣、商工大臣、帝人社長
- 尾身幸次　財務大臣、経済企画庁長官、沖縄及び北方対策担当大臣：沼田市
- 久保田円次　防衛庁長官
- 木暮武太夫　運輸大臣、群馬大同銀行（現・群馬銀行）会長：伊香保町
- 佐田玄一郎　内閣府特命担当大臣、衆議院議員：前橋市
- 下村博文　文部科学大臣、衆議院議員：倉渕村（現高崎市）
- 膳桂之助　第1次吉田内閣国務大臣、貴族院議員、日本団体生命保険（現・アクサ生命保険）社長
- 鶴見祐輔　厚生大臣
- 中島知久平　商工大臣、軍需大臣、立憲政友会中島派総裁、中島飛行機（SUBARUの前身企業）創業者：太田市（旧新田郡尾島町）
- 中島源太郎　文部大臣、映画プロデューサー：太田市（旧新田郡尾島町）
- 中曽根弘文　外務大臣、文部大臣、自由民主党参議院議員会長：高崎市
- 丸茂重貞　環境庁長官、日本医師会常任理事：吾妻郡
- 谷津義男　農林水産大臣：館林市
- 山口鶴男　総務庁長官、日本社会党書記長：草津町
- 山本一太　内閣府特命担当大臣、参議院議員、群馬県知事：草津町
- 山本富雄　農林水産大臣、自由民主党参議院幹事長：草津町

#### その他の国会議員
- 青柳秀夫　参議院議員、愛知県知事
- 茜ケ久保重光　衆議院議員、参議院議員、参議院決算委員長
- 五十嵐吉蔵　衆議院議員
- 石井繁丸　衆議院議員、前橋市長：勢多郡
- 石関貴史　衆議院議員、衆議院決算行政監視委員長：伊勢崎市
- 伊藤基隆　参議院議員、参議院財政金融委員長 ：富岡市
- 井野俊郎　衆議院議員、防衛副大臣：伊勢崎市
- 猪熊重二　参議院議員、参議院法務委員長
- 伊能芳雄　参議院議員、労働政務次官、群馬県知事
- 入沢肇　参議院議員、第24代林野庁長官
- 上野公成　参議院議員、内閣官房副長官：高崎市
- 生方大吉　衆議院議員
- 梅津錦一　参議院議員、参議院厚生委員長
- 小川省吾　衆議院議員
- 小渕光平　衆議院議員、光山社創業者：伊参村（現中之条町）
- 柿沼正明　衆議院議員
- 金子満広　衆議院議員、日本共産党副委員長
- 釜萢敏　参議院議員、日本医師会副会長：高崎市
- 櫛渕万里　衆議院議員
- 熊川次男　衆議院議員、大蔵政務次官、日弁連副会長
- 栗原俊夫　衆議院議員、参議院議員、参議院逓信委員長
- 小峰柳多　衆議院議員、衆議院運輸委員長：碓氷郡
- 近藤英一郎　参議院議員、北海道開発政務次官
- 佐田一郎　参議院議員、参議院商工委員長、佐田建設創業者
- 清水真人　参議院議員、国土交通大臣政務官：高崎市
- 鈴木強平　衆議院議員、参議院議員、首都建設政務次官
- 鈴木順一　参議院議員
- 須永徹　参議院議員
- 竹腰徳蔵　参議院議員
- 田邊誠　衆議院議員、日本社会党委員長
- 永井英慈　衆議院議員
- 中島政希　衆議院議員
- 中島洋次郎　衆議院議員、防衛政務次官
- 野本品吉　衆議院議員、参議院議員、参議院法務委員長
- 長谷川嘉一　衆議院議員
- 羽生田進　衆議院議員、科学技術政務次官：前橋市
- 羽生田俊　参議院議員、厚生労働副大臣、日本医師会副会長：前橋市
- 福井盛太　衆議院議員、検事総長、日弁連副会長
- 福田宏一　参議院議員、農林水産政務次官：群馬町
- 堀越啓仁　衆議院議員：下仁田町
- 松井豊吉　衆議院議員：桐生市
- 宮崎岳志　衆議院議員：前橋市
- 武藤運十郎　衆議院議員
- 最上進　参議院議員、法務政務次官
- 最上英子　衆議院議員、参議院議員、郵政政務次官
- 柳沢剛　衆議院議員、仙台放送アナウンサー∶高崎市

#### その他の帝国議会議員
- 青木精一　衆議院議員、衆議院決算委員長
- 荒井啓五郎　衆議院議員
- 新井毫　衆議院議員
- 飯島祐之　衆議院議員、つゝじ観光バス社長
- 飯塚春太郎　衆議院議員、衆議院全院委員長
- 今井今助　衆議院議員
- 今泉嘉一郎　衆議院議員、日本鋼管（現・JFEホールディングス）創業者
- 井本常作　衆議院議員
- 江原芳平　貴族院議員、群馬銀行頭取
- 大河内輝剛　衆議院議員、歌舞伎座社長
- 木村寅太郎　衆議院議員
- 久米民之助　衆議院議員、沼田公園寄付者
- 小暮英三郎　貴族院議員
- 木暮武太夫　衆議院議員
- 小林丑三郎　衆議院議員、台湾総督府財務局長
- 小林弥七　衆議院議員
- 斎藤寿雄　衆議院議員
- 桜井伊兵衛 (4代)　貴族院議員
- 桜井伊兵衛 (5代)　貴族院議員
- 塩谷眞康　衆議院議員
- 篠原義政　衆議院議員
- 澁澤金蔵　貴族院議員
- 清水永三郎　衆議院議員
- 清水留三郎　衆議院議員、外務政務次官
- 下村善右衛門　衆議院議員
- 須藤嘉吉　衆議院議員
- 須永好　衆議院議員
- 関口志行　衆議院議員、前橋市長
- 関口安太郎　衆議院議員
- 高津仲次郎　衆議院議員
- 高橋庄之助　衆議院議員
- 滝沢浜吉　衆議院議員
- 竹井懿貞　衆議院議員
- 竹内鼎三　衆議院議員
- 田島達策　衆議院議員、ミツウロコ創業者
- 田中喜代松　衆議院議員
- 中島祐八　衆議院議員
- 根岸峮太郎　衆議院議員
- 萩原鐐太郎　衆議院議員
- 葉住利蔵　衆議院議員、藪塚石材軌道（現・東武桐生線）社長
- 畑桃作　衆議院議員
- 日向輝武　衆議院議員、日本広告（現・電通）会長
- 平田健太郎　衆議院議員
- 深井英五　貴族院議員、第13代日本銀行総裁、枢密院顧問官
- 星野長太郎　衆議院議員
- 細野次郎　衆議院議員
- 本間三郎　衆議院議員
- 本間千代吉 (初代)　貴族院議員
- 本間千代吉 (2代)　貴族院議員
- 真下珂十郎　衆議院議員
- 増田金作　衆議院議員
- 町田三郎　衆議院議員、渋川市長
- 宮口二郎　衆議院議員
- 宮部襄　衆議院議員
- 武藤金吉　衆議院議員、内務政務次官、衆議院予算委員長
- 武藤七郎　衆議院議員
- 最上政三　衆議院議員、逓信院政務官
- 矢島八郎　衆議院議員、初代高崎市長
- 矢野鉉吉　衆議院議員
- 山田悟六　衆議院議員
- 湯浅治郎　衆議院議員
- 蠟山政道　衆議院議員、お茶の水女子大学第2代学長

#### 地方自治・地方議会で活躍した政治家
- 浅野文直（川崎市議会議員）
- 新井利明（元藤岡市長）
- 石原条（元みどり市長）
- 今井清二郎（元富岡市長）
- 一場武平（元吾妻郡吾妻町長、元吾妻郡岩島村長）
- 入内島道隆（元吾妻郡中之条町長）
- 岩井賢太郎（元富岡市長）
- 内山岩太郎（元神奈川県知事）
- 大澤善隆（元桐生市長）
- 大林喬任（元北群馬郡吉岡村長、元群馬県議会議長）
- 亀山豊文（元桐生市長）
- 黒沢丈夫（元多野郡上野村長・連続10期当選）
- 木暮治一（元渋川市長）
- 清水聖義（元太田市長）
- 下村善太郎（初代前橋市長）
- 菅谷勘三郎（元吾妻郡岩島村長、元群馬県会議長）
- 住谷啓三郎（元高崎市長）
- 高木政夫（元前橋市長、元群馬県議会議長）
- 高島照治（元群馬県議会議長、元自民党群馬県連幹事長）
- 竹井澹如（初代埼玉県会議長）
- 竹腰俊蔵（元群馬県知事）
- 登坂秀（元渋川市長）
- 都丸哲也 (元東京都保谷市長)
- 富岡賢治（高崎市長）
- 中島勝敬（元館林市長）
- 萩原弥惣治（元前橋市長）
- 藤井精一（元前橋市長）
- 松浦幸雄（元高崎市長）
- 森村隆行（東京都議会議員）
- 安楽岡一雄（元館林市長）
- 矢内一雄（元伊勢崎市長）
- 山本龍（元前橋市長）

### 政治運動家
- 井上日召（血盟団指導者）
- 小渕岩太郎（第6代日本工業大学後援会会長）
- 小渕千鶴子（自由民主党員・エッセイスト）

### 官僚
- 石原信雄 - 内閣官房副長官、第16代自治事務次官
- 大河原良雄 - 外交官、在アメリカ合衆国日本大使
- 桜井俊 - 第13代総務事務次官、第8代総務審議官（郵政・通信担当）、第3代情報通信国際戦略局長、第7代総合通信基盤局長
- 佐藤光夫 - 第6代アジア開発銀行総裁
- 重原久美春 - 経済協力開発機構（OECD）副事務総長
- 澄田智 - 第25代日本銀行総裁、大蔵事務次官
- 高瀬侍郎 - 外交官、第14代拓殖大学総長、駐セイロン特命全権大使、駐ビルマ特命全権大使、沖縄国際海洋博覧会日本政府代表
- 堤富男 - 中小企業金融公庫総裁
- 中條永吉 - 第12代消防総監
- 羽鳥光彦 - 第23代気象庁長官
- 林幸宏 - 内閣府審議官[1]
- 平形雄策 - 初代農産局長
- 三上明輝 - 迎賓館長、日本学術会議事務局長、内閣府政策統括官（政策調整担当）[2]

### 裁判官
- 大出峻郎（元最高裁判所判事）

### 弁護士・検事
- 松本淳（弁護士、日弁連コンピュータ委員会委員）
- 中野並助（検事総長）
- 吉村駿一（弁護士）

### 軍人・自衛官

#### 陸軍・陸上自衛隊
- 荒木幸雄（陸軍少尉、子犬を抱いた少年兵）
- 東宮鉄男（陸軍大佐、張作霖爆殺を実行）

#### 海軍・海上自衛隊
- 宮田敬助（海将）
- 岩佐直治（海軍中佐、軍神岩佐中佐）
- 岸福治（海軍中将、第七艦隊司令長官）
- 栗原悦蔵（海軍少将、小松フォークリフト会長）

#### 航空自衛隊
- 丸茂吉成　(航空幕僚長たる空将、第35代航空幕僚長)
- 武藤茂樹（空将、航空総隊司令官）
- ロック岩崎（二等空佐）

### 議員秘書
- 野口昭博（群馬県青年団連合会長）
- 古川俊隆（元小渕恵三秘書、内閣総理大臣首席秘書官）

### 政党職員
- 元宿仁（自由民主党本部事務総長）

## 文化人

### 画家・版画家・切り絵作家
- 大塚榛山 南画家
- 石田良介 剪画家
- 加藤アキラ
- 小室翠雲 日本画家
- 澁澤卿：日本画家　伊勢崎市
- 志村立美 挿絵画家
- 関口コオ　切り絵作家
- 髙荷義之 イラストレーター
- 鶴岡政男：高崎市
- トーマス永井 洋画家
- 南城一夫 洋画家前橋市
- 福沢一郎 洋画家 文化勲章 富岡市
- 山口薫 洋画家
- 湯浅一郎：安中市
- 山口晃：画家桐生市

### 書家
- 大澤雅休
- 沢田東江
- 武士桑風
- 角田無幻
- 星野聖山
- 水出子雲
- 米倉大謙
- 栗原正峰

### 写真家
- 石内都
- 北沢勉
- 野村誠一
- 坂口綱男:桐生市

### 彫刻家
- 桑原巨守
- 分部順治
- 細谷而楽
- 三輪途道（旧姓・上原三千代）

### 鋳金工芸作家
- 森村酉三

### 陶芸家
- 木暮陶句郎

### 建築家
- 渡辺真理　法政大学教授　日本建築学会賞

### デザイナー・造形作家等
- 荒川眞一郎
- 大木紀元
- 佐藤晃一
- 中沢英明
- 高橋盾
- 対比地一正
- ヤマザキミノリ
- 冨沢ノボル
- 殿岡康永
- NIGO

### バレエ・舞踊
- 清瀧千晴
- 花柳徳兵衛（日本舞踊家・芸術祭賞4回受賞・徳兵衛日本舞踊学校校長）：高崎市
- 森志乃：太田市

### 作家・エッセイスト・童話作家
- 浅田晃彦（小説家、第60回直木賞ノミネート）
- 阿部智里 (小説家,松本清張賞)
- 新井紀一（労働文学者）
- 生田紗代　小説家
- 生方敏郎　作家
- おのちゅうこう（児童文学者）
- 金井美恵子
- 川原礫　（ライトノベル作家、第15回電撃小説大賞大賞受賞）
- 木暮正夫　児童文学者
- 高斎正　作家
- 金鶴泳　（小説家、多野郡新町）
- 斎藤肇　小説家
- 佐藤垢石　随筆家
- 清水寥人　小説家
- 高尾栄司　作家
- 田山花袋（日本自然主義文学の祖）
- 司修　エッセイスト・詩人
- 富澤秀機　作家
- 豊田有恒　作家
- 中沢静雄　小説家
- 中町信　推理作家
- 中山庸子
- 南木佳士（第100回芥川賞受賞）
- 橋本純　小説家
- 樋口有介　推理作家
- 宮川ひろ（児童文学者）
- 森田素夫　小説家

### 詩人
- 阿部富美子
- 伊藤信吉（詩人）：前橋市
- 大手拓次（詩人）：安中市
- 岡田刀水士
- 高橋元吉
- 萩原恭次郎（詩人・農民文学者）：前橋市
- 萩原朔太郎（口語自由詩を確立）：前橋市（旧北曲輪町）
- 林柳波
- 平井晩村
- 星野富弘：みどり市（旧勢多郡東村）
- 山村暮鳥（詩人「風は草木にささやいた」）
- 湯浅半月
- 崔華國 (詩人・Ｈ氏賞）高崎市に在住し、あすなろ（名曲茶房）を経営）

### 作詞家
- 石原和三郎：みどり市（旧勢多郡東村）
- 森浩美

### 歌人
- 江口きち（薄幸の天才歌人）：利根郡川場村
- 住谷三郎
- 土屋文明（歌人・文化勲章受章者）：高崎市（旧群馬郡群馬町）
- 吉野秀雄：高崎市
- 生方たつゑ （歌人・沼田市名誉市民）
- 渡辺松男：伊勢崎市

### 俳人
- 荒井閑窓：館林市
- 村上鬼城(高崎市に在住し没す）
- 岡本癖三酔(俳人）
- 長谷川零余子（俳人・立体俳句の提唱）
- 村越化石(草津町に在住し、没す）
- 林桂（俳人・鬣-TATEGAMI代表）
- 堀口星眠:安中市
- 水野眞由美
- 鈴木伸一

### 翻訳家
- 瀬沼夏葉（チェーホフ等ロシア文学の翻訳）

### コピーライター
- 糸井重里（「おいしい生活」）：前橋市

### 脚本家
- 伊上勝
- 田村孟
- 八木保太郎
- 高橋二三
- 金沢達也（ぐんま特使）
- 生方美久

### 評論家・ジャーナリスト
- 大隅清治（元日本鯨類研究所理事長）
- 香月利一　音楽評論家、ビートルズ評論
- 桜井淳　サイエンス・アナリスト
- 佐藤緑葉（元法政大学教授）
- 関俊治（文芸評論家）
- 田村栄太郎（やくざ・風俗・農民一揆研究の第一人者）
- 塚本哲也　毎日新聞記者、ノンフィクションライター。東洋英和女学院大学学長
- 永井隆（フリージャーナリスト）
- 原良馬（競馬評論家）
- 船田宗男（フジテレビ解説委員長）
- 松下宏（自動車評論家）
- 伊藤サム（バイリンガルジャーナリスト、元ジャパンタイムズ編集局長）

### 映画監督
- 飯塚健
- 飯塚俊男
- 石井秀人
- 今井雄五郎
- 大崎章
- 大澤豊
- 小栗康平（『死の棘』・『眠る男』）
- 熊谷宏彰（『突然失礼致します!』総監督）
- 櫻井彰生
- 櫻井一孝
- 清水一彦
- 清水崇（『呪怨』）
- 曽根中生
- 高橋繁男
- 新田栄
- 原田聡明
- 原田浩
- ふくだみゆき
- 藤林伸治
- 堀川とんこう（『千年の恋　ひかる源氏物語』）
- 村上賢司
- 柳澤壽男
- 六車俊治

### アニメーション制作関係者
- 浅沼昭弘（『デジモンクロスウォーズ』の総作画監督）
- 木村圭市郎（『タイガーマスク』アニメーター）
- 楠部大吉郎 (アニメーター）
- 楠部三吉郎 (アニメプロデューサー）
- 大地丙太郎（『おじゃる丸』）
- 千葉智宏（アニメ脚本家）
- 橋本敬史（アニメーター）
- 原恵一（アニメーター、テレビアニメ『クレヨンしんちゃん』二代目監督）
- 本多敏行（アニメーター）
- 増子相二郎（アニメプロデューサー）
- 丸山修二（アニメーター）
- 山田尚子（アニメーター、テレビアニメ『けいおん!』監督）

### テレビディレクター・放送作家
- 安達元一（視聴率200%男）
- 伊平崇耶：太田市
- オークラ
- 小須田和彦 テレビマン
- 堀江利幸
- 横澤彪（『おれたちひょうきん族』プロデューサー）

### 漫画家
- 青木朋
- あだち充：伊勢崎市
- あだち勉：伊勢崎市
- 新井キヒロ：高崎市
- あらゐけいいち
- 板倉雄一
- 樹要
- 熊之股鍵次
- 今泉伸二
- 大岩ケンヂ
- 大河原遁
- おーはしるい
- 押見修造
- 小椋冬美
- 小野中彰大：昭和村
- 門倉卍貴浩
- かるき春
- キィ（きぃら〜☆）：館林市
- 夾竹桃ジン：高崎市（旧榛名町）
- 島田ひろかず
- 師走冬子
- 神海英雄：前橋市
- 田村吉康
- 千明初美
- ちば拓
- 堂本奈央
- なぐも。
- ナントカ
- 樋口大輔
- 福島聡
- ほるまりん
- 森ゆきなつ
- やきうどん

### イラストレーター
- えれっと
- 寿志郎
- 新井文月
- CAFFEIN

### 作曲家
- 井上武士
- 利根一郎
- 奈雲美徳（サウンドクリエイター）

### 音楽プロデューサー
- akkin
- 新井大樹
- 梅堀淳
- 大沢浄二
- 大谷智己
- 小島麻子
- 笹路正徳
- 多胡邦夫
- 武野良（作詞作曲編曲プロデューサー）
- T2ya
- DJ POPO
- DE DE MOUSE : 太田市
- Yu-pan
- 割田康彦

### 声楽家・音楽家
- 新井靖志　サクソフォン奏者
- いしざかびんが
- 井野信義
- 白井真弓　声楽家
- 田部井剛
- 塚田京子（元国立音楽大学助教授）
- 塚田佳男
- マサ小浜　ギタリスト
- 宮田東峰　ハーモニカ奏者
- 諸田広美　声楽家

### ピアニスト
- 神谷郁代
- 根岸弥生
- 山中千尋

### アナウンサー・キャスター
NHK（現在所属の放送局などは各人物の項目を参照すること）
- 阿部陽子 - 現在は函館放送局局長：桐生市
- 新井秀和：高崎市
- 木村穂乃 :伊勢崎市
- 小林陽広：高崎市
- 越塚優：太田市
- 柴田厚 - 現在は放送文化研究所主任研究員：前橋市
- 下境秀幸：前橋市
- 芳川隆一：高崎市

フジテレビジョン
- 阿部知代：桐生市
- 吉沢孝明 - 現在は営業部に異動
- 渡邉卓哉 - 現在はFCI勤務：前橋市

テレビ東京
- 相内優香 - 元セント・フォース所属のフリー：高崎市
- 梅津智史 - 現在は報道局へ異動：太田市
- 増田和也：前橋市
- 矢内雄一郎：伊勢崎市

群馬テレビ
- 大谷清美 - 現在は報道制作部報道特任部長
- 山田浩史：前橋市

エフエム群馬
- 市川まどか：高崎市

その他の民放
- 坐間妙子 - 北陸放送、元エフエム群馬：前橋市
- 竹上萌奈 - 関西テレビ放送
- 中村昌秀 - 東海テレビ放送、現在はアナウンス部長：太田市
- 早坂淳 - テレビ大阪、現在は営業部へ異動
- 蜂谷由梨奈 - 宮城テレビ放送：前橋市
- 柳沢剛 - 仙台放送、現在は広報部：高崎市
- 矢野智美 - テレビ岩手：富岡市
- 前島花音 - ニッポン放送：新里村

フリー・退職者
- 青木佐知（旧姓・大竹） - 元テレビ東京：桐生市
- 一場麻美 - 元TBS954情報キャスター
- 岩崎良美 - フリー（株式会社ライムライト所属）、元福井テレビジョン放送
- 生方恵一 - 元NHK→元日本テレビ（局契約）→元フリー：前橋市
- 栗原由佳 - フリー（セント・フォース所属）：高崎市
- 見城美枝子 - フリー（キャスト・プラス所属）、青森大学副学長・教授、エッセイスト、元TBSテレビ：館林市
- 斎藤和之 - 元群馬テレビ
- 斉藤尚子 - 元NHK前橋放送局契約キャスター→元広島ホームテレビ→元群馬テレビ
- 須藤ゆみ - フリー、「夢育カルチャー教室」代表・講師、元ジョイスタッフ→元オフィスアール所属：高崎市
- 関根和歌香 - 元NHK山形放送局契約キャスター→元東海テレビ放送
- 高橋友希 - フリー、元鹿児島読売テレビ→フリー（元ジョイスタッフ所属）
- 竹下裕理 - フリー、元NHK前橋放送局契約キャスター→元テレビ埼玉→元南日本放送
- 田中真理子 - 元テレビ朝日：玉村町
- 田村浩子 - 元静岡放送→フリー（元セント・フォース所属）
- 戸丸彰子 - フリー（ジョイスタッフ所属）、元テレビ金沢
- 中島公司 - 元中部日本放送、アナウンス部長→常務→専務→関連会社の社長を務めた
- 中村次郎 - NHK気象キャスター
- 根岸紀子 - 元ニッポン放送
- 根岸麻衣子 - フリー、元群馬テレビ：伊勢崎市
- 長谷川まさ子（昌子） - フリー（株式会社KOZOクリエイターズ所属）、リポーター
- 淵澤由樹 - フリー（ホリプロ所属）、元富山テレビ放送：桐生市
- 松尾英里子 - フリー（三桂所属）、元日本テレビ：前橋市
- 武藤乃子 - フリー（ホリプロ所属）、元群馬テレビ：桐生市
- 山崎寛代 - フリー、芸能リポーター、元FM群馬：渋川市
- 吉江まりも - 元群馬テレビ→元FM群馬パーソナリティー：高崎市
- 藤原規衣 - フリー、元岩手朝日テレビ

### 学者・思想家
- 相沢忠洋（岩宿遺跡の発見者）
- 阿部昌樹　法社会学者。大阪市立大学教授
- 新井章　憲法学者。茨城大学名誉教授
- 荒木寅三郎　京都大学総長、学習院院長、枢密顧問官
- 飯塚啓　生物学者。学習院大学教授・環虫類の世界的権威
- 市河寛斎　儒学者
- 岩澤健吉 数学者。プリンストン大学名誉教授。
- 内山喜久雄　臨床心理学者。筑波大学名誉教授
- 浦野匡彦　二松学舎大学舎長・上毛かるたの生みの親
- 遠藤隆吉　巣鴨学園創立者
- 大塚仁　刑法学者。名古屋大学名誉教授
- 大塚保治　美学者。東京帝国大学教授。『吾輩は猫である』の迷亭のモデルと言われている。
- 荻野喜弘　経済史学者。九州大学大学院教授、経済学部長・経済学府長
- 小此木政夫　国際政治学者。慶應義塾大学教授:伊勢崎市
- 小内透　教育学者。北海道大学教授
- 小淵洋一　交通経済学者。城西大学教授
- 金井幸佐久　郷土史家
- 金子二郎　中国文学者。大阪外国語大学名誉教授
- 川端清策　生物学者
- 上岡国夫　教育心理学者。高崎経済大学教授
- 河合明宣　農学者。放送大学教授
- 河村哲二　経済学者。法政大学教授
- 北村邦夫　経口避妊薬・ピルの第一人者
- 黒川真頼　国学者。東京帝国大学教授
- 黒古一夫　国文学者。図書館情報大学教授
- 桑原三郎　日本文学者。白百合女子大学教授
- 見城悌治　歴史学者
- 小池善吉　歴史学者。上武大学教授
- 小池寿子　美術史学者。國學院大學教授
- 小林宗作　リトミック研究者・幼児教育家
- 小林正幸　教育心理学者。東京学芸大学教授
- 斎藤功　地理学者。筑波大学名誉教授：新田町（現在の太田市）[3]
- 斎藤喜博　教育者。宮城教育大学教授
- 斎藤恒行　k値開発者
- 桜井明弘　医学者。産婦人科医師。映画『ジーン・ワルツ』の医療監修。
- 佐々木正美　精神医学者
- 佐藤健二　社会学者。東京大学執行役・副学長
- 佐藤俊夫　会計学者。国士舘大学学長
- 佐藤良明　アメリカ文学／音楽研究者、東大名誉教授
- 品田悦一 東京大学教授
- 進藤雄三　社会学者。大阪市立大学教授
- 正田建次郎　数学者
- 杉田敦（政治学者）：伊勢崎市
- 鈴木伸一　植物学者・作新学院大学非常勤講師
- 須藤賢一　木材化学者。高崎健康福祉大学理事長・学長・農学博士
- 須藤隆一　環境工学者。東北大学名誉教授、埼玉県環境科学国際センター総長
- 住谷悦治　経済学者。東京大学教授、同志社大学総長
- 関孝和　江戸時代の数学者・和算の大家：上野国（現在の藤岡市）
- 瀬山士郎　数学者。群馬大学教授
- 高木仁三郎（市民科学者・反核運動家）：前橋市
- 高瀬正仁　数学者。九州大学大学院准教授
- 高橋美貴　歴史学者。東京農工大学教授
- 高畠素之（社会思想家）
- 高山彦九郎（江戸時代の勤皇思想家）：太田市
- 田淵壮幸　経営学者。一橋大学名誉教授、日本経営学会理事長
- 田村三郎　文化勲章受章者。東大名誉教授、富山県立技術短期大学学長
- 土屋博映（跡見学園女子大学短期大学部教授・予備校講師）：甘楽郡下仁田町
- 角田太作　言語学者
- 角田柳作（日本文化・コロンビア大学）ドナルド・キーンの師。
- 都丸十九一（民俗学者）
- 富山和子（立正大学教授）
- 中込良廣 - 原子核物理学者、京都大学名誉教授、元原子力安全基盤機構理事長
- 中沢孝夫　経済評論家。兵庫県立大学教授
- 長沼範良　法律学者。上智大学大学院教授
- 長野督（教育学者）
- 中村孝也　国文学者。明治大学教授
- 新島襄（同志社英学校創始者）
- 新部裕　コンピューターソフトウエアLinuxの開発者　産総研
- 野口三千三（元東京芸術大学教授・野口体操創始者）
- 羽仁五郎（歴史学者）：桐生市
- 馬場宏二（経済学者・東京大学名誉教授）
- 廣井脩　社会学者
- 深代千之　スポーツ科学者・教育学者
- 藤本宗利（群馬大学教授）
- 布施英利（東京芸術大学助教授）
- 舟喜順一　神学者
- 舟喜信　神学者
- 船津伝次平（篤農家）：勢多郡富士見村
- 星野鉄男　医学者。(旧制)金沢医科大学教授
- 本間三郎　原子物理学者。東京大学名誉教授
- 堀越二郎　航空技術者。防衛大学校教授
- 前田陽一　フランス文学者。東京大学教授
- 舛岡富士雄　電子工学の研究者。フラッシュメモリの発明者
- 松本亦太郎　心理学者。東京帝国大学教授、日本心理学会創始者
- 松本健一（麗澤大学教授）
- 町田泰則　植物分子生物学者。元名古屋大学理学部教授
- 武藤泉　工学博士。東北大学準教授、ステンレス鋼をはじめとする防食技術の研究者。
- 森喜作（きのこ博士、しいたけの人工栽培法開発者）
- 森村修（思想家・哲学者・法政大学教授）
- 矢部喜正　医学者
- 山田勝次郎 講座派マルクス経済学者・京都大学教授
- 山田創平　社会学者。京都精華大学教授
- 山田道郎　法律学者。明治大学教授
- 山本雅之　医学者
- 結城英雄　英文学者。法政大学教授
- 横山貞子　英文学者。京都精華大学教授
- 横山順一　物理学者。東京大学教授
- 吉井広始（植物学者）
- 蝋山道雄 国際政治学者。上智大学名誉教授
- 蝋山芳郎　外交評論家
- 脇屋真一（郷土史家）
- 渡仲三（元名古屋市立大学教授）
- 清水康夫（自動車工学者、東京電機大学教授、紫綬褒章、園遊会出席）

### 宗教家
- 羽鳥明
- 新島襄
- 内村鑑三

### 教育者
- 斎藤喜博
- 松平濱子
- 山田修

### 宇宙飛行士
- 向井千秋：館林市

## スポーツ選手

### 野球

#### プロ野球

##### 現役選手
- 伊藤琉偉（東京ヤクルトスワローズ）
- 井上温大（読売ジャイアンツ）
- 岡島豪郎（東北楽天ゴールデンイーグルス）
- 小川龍成（千葉ロッテマリーンズ）
- 後藤駿太（オリックス・バファローズ→中日ドラゴンズ）
- 篠木健太郎（横浜DeNAベイスターズ）
- 清水大暉（北海道日本ハムファイターズ）
- 周東佑京（福岡ソフトバンクホークス）
- 髙橋光成（埼玉西武ライオンズ）
- 柘植世那（埼玉西武ライオンズ）
- 長坂拳弥（阪神タイガース）
- 西濱勇星（東京ヤクルトスワローズ）
- 蛭間拓哉（埼玉西武ライオンズ）
- 丸山和郁（東京ヤクルトスワローズ）
- 湯浅大（読売ジャイアンツ）

##### 元選手・指導者・関係者
- 阿井英二郎（元ヤクルトスワローズ、千葉ロッテマリーンズ）
- 青木正一（元阪神タイガース）
- 安達了一（オリックス・バファローズ）
- 新井潔（元横浜ベイスターズ）
- 新井亮司（元阪神タイガース）
- 飯島一彦（元福岡ダイエーホークス）
- 飯田正男 (元阪神タイガース)
- 五十嵐章人（元千葉ロッテマリーンズ、オリックス・ブルーウェーブ）
- 石川雅実（元読売ジャイアンツ）
- 石田芳雄（元阪急ブレーブス）
- 一場靖弘（元東北楽天ゴールデンイーグルス、東京ヤクルトスワローズ）
- 今泉喜一郎（元大洋ホエールズ、甲子園大会でノーヒットノーラン達成）
- 井野卓（元東北楽天ゴールデンイーグルス→読売ジャイアンツ→東京ヤクルトスワローズ）
- 内山憲一（元ヤクルトスワローズ）
- 浦田直治（元西鉄ライオンズ、西武スカウト兼投手コーチ、西武ライオンズ取締役）
- 大廣翔治（元東北楽天ゴールデンイーグルス）
- 岡島厚（元ロッテオリオンズ、阪神タイガース）
- 笠原栄一（元ロッテオリオンズ）
- 狩野恵輔 (元阪神タイガース)
- 亀井猛斗（元西武ライオンズ）
- 神戸文也 (元オリックス・バファローズ→エイジェック)
- 神田直輝（元読売ジャイアンツ）
- 菊地和正（元北海道日本ハムファイターズ、横浜DeNAベイスターズ、群馬ダイヤモンドペガサス）
- 木暮力三（元読売ジャイアンツ、パシフィック、西鉄クリッパース）
- 小島脩平（元オリックス・バファローズ、現同球団打撃コーチ）
- 小林太志（元横浜DeNAベイスターズ）
- 小林正人（元中日ドラゴンズ）
- 佐野仙好（元阪神タイガース）
- 斎藤佑樹（元北海道日本ハムファイターズ）
- 清水将海（福岡ソフトバンクホークスバッテリーコーチ、元千葉ロッテマリーンズ、中日ドラゴンズ）
- 下慎之介（元東京ヤクルトスワローズ）
- 正田樹（東京ヤクルトスワローズ二軍投手コーチ、元北海道日本ハムファイターズ→阪神タイガース→興農ブルズ→新潟アルビレックスBC→東京ヤクルトスワローズ→Lamigoモンキーズ→愛媛マンダリンパイレーツ）
- 鈴木惣太郎　日本プロ野球の生みの親。野球殿堂入り。
- 高橋一彦（元横浜大洋ホエールズ、西武ライオンズ）
- 高橋忠一（元ロッテオリオンズ）
- 高橋信夫（元オリックス・ブルーウェーブ）
- 高橋憲幸（北海道日本ハムファイターズ二軍投手コーチ、元北海道日本ハム）
- 髙橋秀聡（元福岡ソフトバンクホークス、オリックス・バファローズ）
- 高見澤考史（元オリックス・ブルーウェーブ）
- 髙山健一（元西武ライオンズ）
- 谷良治（元オリックス・ブルーウェーブ）
- 常見昇　東映・東急・阪急、東京六大学首位打者（1948年春）
- 戸部浩（元千葉ロッテマリーンズ）
- 富岡久貴（元西武ライオンズ、広島東洋カープ、横浜ベイスターズ、東北楽天ゴールデンイーグルス、群馬ダイヤモンドペガサス）
- 中利夫（中日ドラゴンズ・元監督）
- 永井怜（元東北楽天ゴールデンイーグルス）
- 中山慎也（元オリックス・バファローズ→JR東海硬式野球部）
- 西澤洋介（元横浜ベイスターズ）
- 廣神聖哉（群馬ダイヤモンドペガサス→阪神タイガース）
- 深代芳史（元阪急ブレーブス、近鉄バファローズ）
- 藤岡貴裕（元千葉ロッテマリーンズ→北海道日本ハムファイターズ→読売ジャイアンツ）
- 毒島章一（元東映フライヤーズ・ミスターフライヤーズ）
- 星野秀孝（元中日ドラゴンズ・南海ホークス）
- 星秀和（元埼玉西武ライオンズ）
- 細谷圭（元千葉ロッテマリーンズ、現富山GRNサンダーバーズ コーチ）
- 松井雅人（オリックス・バファローズ二軍バッテリーコーチ、元中日ドラゴンズ→オリックス・バファローズ）
- 宮田征典（元読売ジャイアンツ、巨人・中日・日本ハム・西武投手コーチ）
- 皆川定之（元阪神タイガース）
- 三輪八郎（元阪神タイガース）
- 三輪裕章
- 山崎敏（元埼玉西武ライオンズ）
- 吉川元浩（元大阪近鉄バファローズ・読売ジャイアンツ・福岡ソフトバンクホークス）
- 吉田昌史（元千葉ロッテマリーンズ）
- 脇本直人（元千葉ロッテマリーンズ→相双リテック）
- 渡辺久信（元西武ライオンズ、埼玉西武シニアディレクター）：桐生市（旧新里村）

#### プロ野球審判員
- 井野修（プロ野球審判員）
- 小林和公（プロ野球審判員）
- 佐々木昌信（プロ野球審判員）

#### 女子プロ野球
- 竹内聖賀

#### アマチュア野球
- 相場勤（慶應義塾大学野球部監督）
- 青栁博文（健大高崎高校硬式野球部監督）
- 阿久沢毅：（群馬県立桐生高等学校卒業、勢多農林高校野球部監督を経て、現在は群馬クレインサンダーズ代表取締役社長。王貞治の再来といわれたスラッガー）
- 阿部次男　富士重工業硬式野球部
- 稲川東一郎　高校野球の名将。桐生高校野球部監督
- 岡野勝俊　2006年社会人ベストナイン、元Honda監督、Honda鈴鹿ヘッドコーチ
- 川島勝司（アトランタオリンピック野球日本代表監督）
- 川端俊介：元高崎高校野球部。山際淳司「スローカーブをもう一球」のモデル
- 河原井正雄（青学大監督・井口らを育てる）
- 木暮洋：（群馬県立桐生高等学校卒業、1978年のセンバツでベスト4投手。甲子園のアイドル「サウスポー」）
- 斎藤義典　1996年、前橋工夏の甲子園ベスト4投手。同年近鉄ドラフト5位
- 福田治男 利根商業高等学校硬式野球部監督。桐生第一高等学校硬式野球部監督として99年夏の甲子園優勝
- 松本稔：選抜高等学校野球大会で完全試合を達成した選手
- 向田佳元   1974年、前橋工夏の甲子園ベスト４投手。元富士重工業硬式野球部監督
- 山下達也　富士重工業硬式野球部

### サッカー

#### 日本代表経験者
- 青木拓矢：浦和レッズ、大宮アルディージャなどでプレー。
- 青木剛：鹿島アントラーズなどでプレー後引退。サッカー選手引退後はプロフットゴルフ選手に転身。
- 小島伸幸：ベルマーレ平塚、ザスパ草津などでプレー後引退。現在はサッカー解説者。フランスワールドカップ代表。
- 高橋秀人：FC東京、サガン鳥栖などでプレー。
- 藤口光紀：三菱重工業でプレー後引退。Jリーグ理事、浦和レッズ社長などを歴任。
- 細貝萌：浦和レッズ、ザスパクサツ群馬などでプレー。
- 松田直樹：横浜F・マリノス→松本山雅FC。日韓ワールドカップ代表。
- 山口素弘：横浜フリューゲルス、アルビレックス新潟などでプレー後引退。元横浜FC監督。フランスワールドカップ代表。

#### Jリーグ
- 石原直樹：湘南ベルマーレ
- 乾大知：松本山雅FC
- 岩尾憲:浦和レッドダイヤモンズ
- 岩沼俊介：AC長野パルセイロ
- 岩丸史也：ザスパクサツ群馬
- 大島秀夫：ギラヴァンツ北九州
- 大谷圭志：ザスパクサツ群馬
- 大谷昌司：アルビレックス新潟
- 大原彰輝：水戸ホーリーホック
- 笠原恵太：ヴァンフォーレ甲府
- 笠原宗太：水戸ホーリーホック
- 金子優希：ヴァンラーレ八戸
- 上村祐司：大宮アルディージャ
- 川岸祐輔：ザスパクサツ群馬
- 北爪健吾：柏レイソル
- 栗原明洋：アルビレックス新潟、AC長野パルセイロ
- 小久保純：モンテディオ山形
- 後藤涼：ザスパクサツ群馬
- 小林卓也：ザスパクサツ群馬
- 小林亮太：ザスパクサツ群馬
- 小松原学：ベルマーレ平塚
- 佐田聡太郎：ザスパクサツ群馬
- 佐藤一樹：横浜FC
- 佐藤正美：ザスパクサツ群馬
- 里見仁義：ザスパクサツ群馬
- 茂原岳人：柏レイソル
- 清水範久：アビスパ福岡
- 庄司朋乃也：セレッソ大阪
- 鈴木武蔵：北海道コンサドーレ札幌
- 須田剛史：サンフレッチェ広島
- 須永純：水戸ホーリーホック
- 関沼海亜：奈良クラブ
- 田中渉：ベガルタ仙台
- 田村雄三：湘南ベルマーレ
- 常澤聡：FC岐阜
- 坪内秀介：ザスパクサツ群馬
- 鳥居塚伸人：ザスパクサツ群馬
- 中島俊一：水戸ホーリーホック
- 沼田圭悟：FC琉球
- 服部浩紀：横浜フリューゲルス
- 平田海斗：水戸ホーリーホック
- 真下佐登史：モンテディオ山形
- 松下裕樹：ザスパクサツ群馬
- 松本大樹：大宮アルディージャ
- 森賢一：水戸ホーリーホック
- 八木直生：鹿島アントラーズ
- 柳沢宏太：ザスパクサツ群馬
- 吉岡聡：ザスパクサツ群馬
- 吉澤正悟：アルビレックス新潟
- 米倉誠：セレッソ大阪
- 若月大和：湘南ベルマーレ
- 涌井秀人：ヴァンフォーレ甲府 分析担当コーチ

### 大相撲
- 琴錦功宗（元・関脇　現・朝日山親方）：高崎市（旧箕郷町）
- 栃赤城雅男（元・関脇）：沼田市
- 琴稲妻佳弘（元・小結　現・粂川親方）：みなかみ町（旧利根郡新治村）
- 湊富士孝行（元・幕内　現・湊親方）：安中市
- 赤城山晃（元・十両）：藤岡市
- 玉風福太郎（元・十両）：中之条町
- 栃天晃正嵩（元・十両）：高崎市
- 榛名富士新司（元・十両、大鵬親方が初めて育てた関取）
- 黒岩森之助（元・関脇、元春日山親方：江戸期の力士）：邑楽郡
- 佐渡嶽沢右エ門（元・幕内、元佐渡ヶ嶽親方：江戸期の力士）：前橋市
- 嶌田川儀兵衞（元・幕内：明治期の力士）：館林市
- 白梅文治郎（元・幕内：明治期の力士）：桐生市
- 関ノ戸澤右エ門（元・小結、元関ノ戸親方：江戸期の力士）：多野郡

### 陸上競技
- 青井由美子　元400mH日本記録保持者
- 阿久津圭司：富岡市　2004年インターハイ優勝・日本ジュニア選手権優勝
- 新井文子　元800m日本記録保持者
- 五十嵐美紀　リクルート陸上部・バルセロナ五輪代表
- 井汲亮介：伊勢崎市・キングストン世界ジュニア選手権代表
- 磯貝美奈子：富岡市　元走幅跳・七種競技日本記録保持者
- 伊藤辰哉　2002年アジア選手権代表
- 岩井寿史　アジア大会十種競技優勝
- 岩崎利彦　元110mH日本記録保持者・東京世界選手権代表
- 太田裕久：前橋市　元100m日本記録保持者（10”34）
- 岡田晃　2006年箱根駅伝優勝
- 小野裕幸：富士見村　2005年世界クロスカントリー選手権代表
- 金井豊　ロサンゼルスオリンピック代表
- 金子健司　やり投げSM35日本記録保持者
- 金子宗平　元円盤投日本記録保持者・東京オリンピック代表
- 金子宗弘　ミズノ所属・十種競技日本記録保持者・シュトゥットガルト世界選手権代表
- 絹川愛　2007年大阪世界陸上代表
- 木村喜三　マスターズ世界記録保持者
- 久保田和恵　1989年日本選手権優勝
- 倉林和宏　元110mMH日本中学記録保持者（13”99）中学生初の13秒台
- 剣持哲志　元110mH日本記録保持者（14”25）
- 剣持英紀　元110mH手動計時日本最高記録保持者
- 木暮貞行　小森コーポレーション陸上競技部
- 小林馨：安中市（旧・松井田町）　群馬陸上競技協会副理事長
- 斎藤嘉彦　元400mH日本記録保持者、バルセロナ五輪代表
- 阪本孝男：安中市　モスクワ五輪代表
- 篠崎浩子　全日本実業団選手権優勝
- 渋沢奈保美　元槍投げ日本記録保持者
- 下俊介　サンディエゴ世界ジュニア選手権代表
- 諏訪利成：伊勢崎市（旧佐波郡東村）アテネオリンピック男子マラソン6位
- 高橋ヨシ江（現姓浜松）：前橋市　メルボルン五輪代表・日本陸連女性委員長
- 津金沢利美　元4×800mR日本記録保持者
- 富沢英彦：安中市（旧・松井田町）ミュンヘン五輪代表
- 中村孝生：高崎市　モスクワ五輪代表
- 橋本和美　ホクレン女子陸上競技部
- 蜂須賀明美　4×200mR・4×400mR日本高校記録保持者
- 長谷川雅子　4×400mR室内日本記録保持者
- 平方亨　日本陸上競技連盟国際委員会委員長
- 深津卓也　2006年世界クロスカントリー選手権代表
- 藤口実一　第八回極東陸上競技選手権優勝・元五種競技日本記録保持者
- 不破弘樹：沼田市　元100m日本記録保持者（10”33）・ロサンゼルス五輪代表
- 星野有　元800m・1500m日本高校記録保持者
- 細山恵里　1995年日本選手権砲丸投優勝
- 堀越愛未　2006年世界クロスカントリー選手権代表
- 堀越勝太郎　小森コーポレーション所属
- 増尾柾美　五種競技日本選手権者
- 町田次雄　本田技研浜松所属。駅伝の名物男
- 水野利夫
- 宮田英明　元100m日本記録保持者（10”27）
- 八木たまみ　元走り高跳び日本記録保持者・モスクワ五輪代表
- 八木均　300m日本高校記録保持者
- 安井己美子　女子棒高跳びのパイオニア・1994年日本ランキング2位
- 栁田大輝　100m、4×100m日本代表

### 水泳
- 内田翔：高崎市　2005年世界選手権代表・日本高校記録保持者
- 貴田裕美
- 滋野文夫：前橋市　鉄人スイマー
- 渡辺梢：吉岡町　ユニバーシアード代表

### ウエイトリフティング
- 山田政晴　アテネオリンピック代表
- 原徹　ソウル五輪代表
- 小野光一

### 体操
- 相原信行　ローマ五輪金メダリスト
- 相原誠　ユニバーシアード代表
- 相原豊　バルセロナ五輪銅メダリスト
- 山田辰也　アナハイム世界選手権代表
- 石関由香里　日本ジュニア選手権優勝

### 柔道
- 安部一郎：講道館十段、アジア柔道連盟事務総長、全日本柔道連盟国際委員長
- 関口孝五郎　群馬県の柔道の祖
- 関口恒五郎：渋川市（旧・子持村）　全日本柔道連盟副会長
- 関口林五郎：渋川市（旧・子持村）　群馬県柔道連盟会長・群馬県医師会会長
- 富澤傳八：群馬県柔道の中興の祖　元武徳殿教師　昭和天覧試合指定選手
- 永井寿雄　元講道館助教授
- 横澤由貴：アテネオリンピック女子52kg級銀メダリスト

### 剣道・剣術
- 得能関四郎：剣術家
- 持田盛二

### 空手
- 新井彩可　東アジア大会優勝
- 大須賀亮照
- 土屋秀人　アジア選手権優勝・全日本選手権5連覇
- 松島良一：みどり市（旧大間々町）　NPO法人 I.K.O.MATSUSHIMA 国際空手道連盟 極真会館代表

### レスリング
- 上武洋次郎：館林市　東京・メキシコオリンピック金メダリスト
- 川合達夫　アトランタ・シドニーオリンピック代表
- 高田裕司：太田市　モントリオールオリンピック金メダリスト、ロサンゼルスオリンピック銅メダリスト
- 長島和幸
- 長島正彦
- 松本隆太郎：千代田町  ロンドン五輪銅メダル
- 松本篤史：千代田町 全日本選手権王者

### テコンドー
- 大木勝博　アジア大会優勝

### ボクシング
- 小林弘：元WBA・WBC世界スーパーフェザー級チャンピオン
- 三原正：元WBA世界スーパーウェルター級チャンピオン
- 長嶋健吾：東洋太平洋ライト級チャンピオン、元東洋太平洋スーパーフェザー級チャンピオン
- 黒岩守：前橋市　ロサンゼルス・ソウルオリンピック代表
- 永井希仁男：ミュンヘン・モントリオールオリンピック代表
- 穂積秀一：WBA世界フライ級王座2度挑戦
- 森田健
- 天笠尚：第58代日本フェザー級チャンピオン、第44代OPBF東洋太平洋フェザー級チャンピオン

### プロレスラー・プロ格闘家
- 秋山恵：JDスター女子プロレス
- 東日出男：東亜プロレス
- 天田ヒロミ
- 梅田源治：東亜プロレス
- 小倉由美：（ハイパーキャット）全日本女子プロレス
- 折原昌夫
- 怨霊
- 木村浩一郎：フリー
- グラン浜田：フリー
- 長嶋美智子
- 中村浩士：総合格闘家
- 福田明彦：プロレスリング・ノアチーフレフリー
- 堀口恭司：総合格闘家
- ミスター・ポーゴ：フリー
- 谷津嘉章：全日本プロレス
- 吉江豊：新日本プロレス
- 田村ハヤト：フリー
- 朝陽：アイスリボン
- 桐生真弥：東京女子プロレス

### フェンシング
- 神宮敏男　モントリオール五輪代表
- 森寅雄　「タイガー・モリ」ローマ五輪アメリカ代表監督

### アーチェリー
- 飯塚十朗　アジアアーチェリー連盟副会長

### テニス
- 佐藤次郎　世界ランキング3位
- 森田あゆみ
- 清水善造　ウインブルドン4強

### ソフトボール
- 伊藤良恵：館林市 シドニーオリンピック代表
- 三宅豊：安中市 世界殿堂入り

### バレーボール
- 石田瑞穂
- 川浦博昭（豊田合成トレフェルサ）
- 樋口裕希

### バスケットボール
- 岡田慎吾 - プロバスケットボール選手（bjリーグ・浜松・東三河フェニックス所属）：桐生市
- 小淵雅 - プロバスケットボール選手（bjリーグ・群馬クレインサンダーズ所属）：邑楽郡大泉町
- 角田勝次　東京オリンピック代表
- 藤生喜代美　シャンソン化粧品
- 丹羽裕美　トヨタ自動車

### ラグビー
- 氏野博隆
- 吉田英之　ライオンファングス
- 櫻井寿貴 東芝ブレイブルーパス
- 荻原要：高崎市 クボタスピアーズ
- 霜村誠一　パナソニックワイルドナイツ
- 豊前貴士　豊田自動織機シャトルズ
- 谷田部洸太郎　パナソニックワイルドナイツ
- 山本紘史 東芝ブレイブルーパス
- 木村恵輔　パナソニックワイルドナイツ
- 川崎仁久　豊田自動織機シャトルズ
- 設樂哲也：高崎市　パナソニックワイルドナイツ
- 三輪忠寛　パナソニックワイルドナイツ
- 川田涼 NTTドコモレッドハリケーンズ
- 松井佑太 日野自動車レッドドルフィンズ
- 高橋拓朗：前橋市 クボタスピアーズ
- 小野雄貴：高崎市　日野レッドドルフィンズ
- 小池一宏：前橋市 リコーブラックラムズ
- 高悠也 NTTコミュニケーションズシャイニングアークス
- 萩原寿哉 近鉄ライナーズ
- 戸室達貴
- 笠原開盛：高崎市 埼玉パナソニックワイルドナイツ
- 堀越康介:藤岡市 東京サントリーサンゴリアス
- 竹澤正祥 横浜キヤノンイーグルス
- ラトゥクルーガー：太田市　パナソニックワイルドナイツ
- 櫻井綾乃：安中市
- 清水麻有：高崎市
- 侭田洋翔：高崎市 クボタスピアーズ
- 平山愛
- 茂原隆由
- 栗原優:桐生市
- 齊藤誉哉 伊勢崎市　埼玉パナソニックワイルドナイツ
- 清水麻貴 コベルコ神戸スティーラーズ
- 齊藤拓也

### 卓球
- 星野美香：片品村　ソウル五輪4位

### スキー
- 荻原健司　ノルディック複合　リレハンメル・アルベールビル五輪優勝・元参院議員
- 荻原次晴（ノルディック複合）：草津町　長野オリンピック代表（6位入賞）
- 猪谷六合雄（アルペン）　日本スキー界の草分け
- 市村政美（アルペン）：みなかみ町（旧・水上町）　札幌五輪代表
- 沖津はる江（アルペン）：草津町　札幌オリンピック代表
- 黒岩達介（スキー指導者）：高崎市
- 高野鉄平（ジャンプ）：みなかみ町（旧・水上町）
- 萩原貴則（ノルディック複合）ワールドカップ代表
- 花岡正人（ジャンプ）

### スケート
- 黒岩彰：嬬恋村　サラエボオリンピック男子500m銅メダル・世界スプリント選手権優勝
- 黒岩悟：嬬恋村　世界スプリント代表
- 黒岩敏幸：嬬恋村　リレハンメルオリンピック男子500m銀メダリスト
- 黒岩信允：嬬恋村　2006年インターハイ2冠
- 黒岩宗久：嬬恋村　カルガリーオリンピック代表
- 黒岩康志：嬬恋村　カルガリーオリンピック代表
- 小林和朗
- 小林陽介
- 貞包紘子　世界選手権代表
- 清水祥之：榛名町　カルガリーオリンピック代表
- 宮崎今佐人：嬬恋村　トリノオリンピック男子10000m代表
- 宮崎守　田んぼスケートの開拓者

### アイスホッケー
- 黒岩美智子：嬬恋村

### ボブスレー
- 夜久雄爾：藤岡市　オリンピック出場
- 瀬間貴浩：富岡市　世界選手権出場

### カヌー
- 小林美幸　ソウル五輪代表

### ゴルフ
- 青木瀬令奈
- 大出瑞月
- 田島創志
- 中島篤志
- 中島巌
- 中島恵利華
- 中島和也
- 中島常幸
- 武藤俊憲
- 室田淳
- 茂木宏美
- 矢野東

### 登山家
- 木暮理太郎：沼田市　日本山岳会会長・エッセイスト
- 三枝照雄：日本を代表するヒマラヤ登山家
- 名塚秀二：8000メートル峰9座登頂
- 八木原圀明：日本を代表するヒマラヤ登山家。日本山岳連盟専務理事
- 山田昇：沼田市　日本を代表するヒマラヤ登山家 8000メートル峰9座登頂

### ボウリング
- 中山律子

### 競馬
- 赤見千尋　高崎競馬最後の勝利騎手
- 岡部幸雄（JRA元騎手）：太田市
- 清水利章（JRA調教師）
- 田嶋翔（JRA騎手）
- 松井達也
- 水野貴史（埼玉県浦和競馬組合騎手）
- 水野貴広（JRA元騎手、調教師）
- 矢嶋大樹（JRA調教師）

#### 競走馬
- コレヒデ
- メイズイ

### 自転車競技
- 萩原麻由子

#### 競輪選手
- 阿久津開司
- 稲村成浩　世界選手権銀メダリスト：前橋市
- 稲村雅士
- 稲村好将
- 金子真也
- 河内桜雪
- 菊池宣次　日本競輪選手会・初代理事長
- 木暮安由：前橋市
- 木村実成
- 久保村寛　ローマ五輪代表
- 後閑信一：前橋市
- 新谷隆広
- 鈴木保巳
- 高橋光宏
- 田中博
- 手島慶介：佐波郡玉村町
- 兵藤一也
- 福島正幸：前橋市
- 町田克己
- 松島伸安：太田市
- 矢口啓一郎

### 競艇
- 秋山直之
- 江口晃生
- 関浩哉
- 土屋千明
- 土屋智則
- 橋本久和
- 毒島誠
- 本橋克洋
- 山崎智也
- 吉田稔

### オートレース
- 青木治親：子持村（現・渋川市）
- 伊藤正司
- 柿沼進一
- 高橋貢
- 早川清太郎

### レーシングドライバー
- 大嶋和也
- 太田哲也：前橋市
- 小暮卓史
- 舘内端　メカニック

### ラリードライバー
- 新井敏弘（WRC）

### 2輪レーサー
- 青木宣篤：子持村（現・渋川市）
- 青木拓磨：子持村（現・渋川市）
- 青木治親：子持村（現・渋川市）

### モトクロス
- 鈴木沙耶

### 将棋
- 桜井昇
- 三浦弘行
- 藤井猛
- 武者野勝巳
- 山田久美
- 関根紀代子

### 囲碁
- 三谷哲也

### 競技かるた
- 粂原圭太郎

## 芸能人

### 俳優
- 秋元三佳
- 姉川新之輔
- 阿部六郎
- 飯島大介
- 池田晃信
- 井澤健
- 石井愃一：沼田市、劇団東京ヴォードヴィルショー
- 井田篤
- 今井清隆
- 大森義夫
- 生方賢一郎
- 岡田浩暉：太田市（旧新田町）
- 落合哲郎：前橋市
- 笠原紳司：館林市
- 片岡千恵蔵：太田市（旧・薮塚本町）
- 金井大
- 北詰友樹
- 栗原功平
- 小林桂樹：榛名町
- 櫻井翔（嵐）：群馬県前橋市出身。東京都育ち。
- 渋川清彦：渋川市
- 陶隆司
- 村杉蝉之介：中之条町
- 杉山仁
- 高崎二郎：高崎市
- 高橋伸顕
- 玉川良一
- 田村勝彦
- 東野英治郎：富岡市
- 富田浩太郎
- 中曽根雅夫
- 中村俊介：草津町
- 西川俊介：前橋市
- 藤井敏夫
- 町田啓太
- 三國連太郎：太田市
- 柳瀬志郎
- 山﨑勝之
- 山本嘉一
- 六本木真
- 山内圭輔

### 女優
- 天田貴子
- あらいすみれ
- 風見章子：富岡市
- 生形理菜：伊勢崎市
- 片岡凜：太田市
- 河上英里子
- 川口節子
- 桐生かほる
- 久野真紀子：前橋市
- 笹るみ子
- 佐々木清野
- 篠原涼子：桐生市
- 志保：高崎市（旧・群馬郡群馬町）
- 島崎裕気
- 新條由芽
- 高田敏江
- 橘実里
- 長野千紘：伊勢崎市
- 葉山三千子
- 松丘小椰
- 毛利菊枝
- 大友花恋：高崎市

### 宝塚歌劇団
- 紫吹淳 - 元月組トップスター
- 彩乃かなみ - 元月組トップ娘役
- 夏美よう - 専科男役

### 歌舞伎役者
- 中村吉三郎
- 姉川新之輔
- 五代目市川喜猿

### 音楽家
- akkin
- 相沢巧弥子
- 葵（彩冷える）：高崎市
- 新井大樹
- 石井秀仁（cali≠gari）
- 石田智（ダニー飯田とパラダイスキング）
- UKI（シャカラビッツ）
- 浦野正樹（勝手にしやがれ (ジャズバンド)）
- 及出泰（元ストリート・ダンサー）：伊勢崎市
- 岡田浩暉（To Be Continued）
- 奥野敦士
- 金谷ヒデユキ
- KANON（新しい学校のリーダーズ）
- 岸龍也（こおろぎ'73）
- 岸部清（サンズ・オブ・ドリフターズ初代リーダー、第一プロダクション社長）
- 鬼怒無月（ギタリスト）：高崎市
- ゲイリー・ビッチェ（モーモールルギャバン）
- 酒井勇也（P2H）
- 清水依与吏（back number）ボーカル・ギター：太田市
- 小島和也（back number）ベース・コーラス：伊勢崎市
- 栗原寿（back number）  ドラムス：伊勢崎市
- 下山亮太（チン☆パラ）伊勢崎市
- 宗次郎（オカリナ奏者）
- 津久井克行（class）
- T-マルガリータ（モーモールルギャバン）
- 出口雅之（元Grass Valley、REV）：安中市
- NAOMI
- 氷室京介：高崎市
- Hiruma（START OF THE DAYのドラマー）
- HIROKI（Dのドラマー）
- 福田重男（ジャズピアニスト）
- 藤生ゆかり
- 藤澤健至（ギタリスト、作曲家）
- 布袋寅泰（ギタリスト）：高崎市
- 松井常松（ベーシスト）：高崎市
- 松本賢一（ロードオブメジャー）：高崎市
- ミーヤ（レ・ロマネスク／ギター・コーラス）：桐生市
- YASU（HBCパーソナリティー、ミュージシャン）
- 安井佑輝（CHARCOAL FILTER）
- 大和邦久
- 吉田ゐさお（Jungle Smile）
- 吉野大作

#### バンド
- G-FREAK FACTORY
- 東京Qチャンネル
- BUCK-TICK
- back number
- ハートバザール
- 秀吉 (バンド)
- BOØWY
- ROGUE
- LACCO TOWER
- FOMARE
- Ivy to Fraudulent Game

### 歌手
- 氷室京介（BOØWY）
- 群馬の島倉千代子
- 飯野知彦（デューク・エイセス）
- KANON（新しい学校のリーダーズ）
- 片桐舞子（MAY'S）
- コロムビア・ローズ（初代）
- 須藤まゆみ
- 外花りさ（BeForU）
- 団しん也
- つのだりょうこ（第18代おかあさんといっしょうたのおねえさん）
- 冨田知孝（敏いとうとハッピー&ブルー）
- 友香
- 根津歩
- はる卯
- 松原朋子
- 宮内良（第4代おかあさんといっしょうたのおにいさん）
- 安田祥子
- 柳澤順子
- 山岡さくら（さくらと一郎）
- 由紀さおり
- 礒干彩香（あかぎ団）

### 落語家
- 桂ひな太郎
- 古今亭今輔（5代目、6代目）
- 古今亭駒子
- 三遊亭小圓遊（3代目、4代目）
- 三遊亭左圓馬
- 三遊亭竜楽
- 春風亭勢朝
- 蜃気楼龍玉（2代目）
- 立川談四楼
- 立川談之助
- 立川がじら
- 林家つる子
- 柳家せん八
- 桂夏丸

### 講談師
- 3代目神田松鯉

### 漫才師
- 東喜代駒 館林市

### お笑い芸人
- 山本博（ロバート）：邑楽町
- アンカンミンカン
- 河合鉄平（チョイチャック）
- 北村智（こてつ）
- 久保田賢治（5GAP）
- 小林けん太（きぐるみピエロ）
- 佐藤亮平（ワンクッション）：桐生市
- 昭和こいる（昭和のいる・こいる）：伊勢崎市
- 関あっし：沼田市
- 関太（タイムマシーン3号）：中之条町（旧・六合村）
- ハッポゥくん
- ちい（ブルームフラワー）
- 松井天斗（カンカラ）
- マックン（パックンマックン）：富岡市
- ガッテン森枝（元エレファントジョン）
- しゅんしゅんクリニックP（元フレミング）：前橋市
- 宮下兼史鷹（宮下草薙）：玉村町
- ほしのディスコ（パーパー）：沼田市
- 大山和也 (カラタチ お笑いコンビ) ：前橋市
- 小堀敏夫（ガッポリ建設）

### タレント・アイドル・モデル
- 愛衣
- 相沢礼子
- 綾川ゆんまお
- あやまん監督（あやまんJAPAN）: 前橋市
- あらいすみれ
- 荒井つかさ
- 新井愛瞳（元アップアップガールズ（仮）） - ぐんま観光特使[4]
- 石原百恵
- 市川奈央
- 伊藤優衣
- 礒干彩香（あかぎ団）
- 井森美幸：甘楽郡下仁田町
- 生方ななえ
- AKB48グループ
  - AKB48元メンバー
    - 清水麻璃亜 - ぐんま観光特使
- 大熊未沙
- 大友花恋：高崎市
- 岡田ひとみ - ねんドル
- 貝瀬典子（元おニャン子クラブ）
- 金井美樹
- 神沢有紗
- 金子志乃
- 川辺優紀子
- 木村ミサ（元むすびズム）
- 工藤美里
- 国友愛佳
- こうちゃん（元QuizKnock）：館林市
- 五城せのん
- 小日向ゆか：伊勢崎市
- 小森谷徹 - ぐんま観光特使
- 酒井美樹
- 坂道シリーズ
  - 乃木坂46元メンバー
    - 白石麻衣：沼田市

  - 櫻坂46
    - 小林由依（櫻坂46）：埼玉県育ち
    - 石森璃花（櫻坂46）：高崎市

  - 日向坂46
    - 丹生明里（日向坂46）：栃木県生まれ、群馬県居住を経て埼玉県育ち。
- 櫻井翔（嵐、幼稚園は県内、両親は前橋市出身）
- 桜井悠美子
- 佐藤あずさ
- 里咲りさ：藤岡市
- 佐竹のん乃（元=LOVE）
- ざわちん
- 静まなみ：前橋市
- 白石みずほ
- JOY：高崎市
- ジョナサン・シガー
- 鈴木イザ
- ストロングマシン2号
- 空風マイキ
- 高橋亜由美
- 竹内海南江
- 竹花梓
- 田村芽実（元アンジュルム）
- 寺田安裕香
- 内藤理沙（美少女クラブ31）
- 中山秀征：藤岡市
- 奈月はな
- 野村恵里
- 橋爪ヨウコ
- 長谷川ゆう
- 平田弥里
- 平野友康
- 星乃まおり
- 堀口としみ：高崎市
- 真木ひろか - 関西地区を拠点に活躍する放送タレント
- 松岡里英
- 松本典子：伊勢崎市
- マユ（tripleS）
- まるぴ
- 水野ゆか
- 南知里
- 茂木淳一
- 矢口清治
- 安田芽衣子 - 元東京ヤクルト・一場靖弘夫人
- 柳田衣里佳
- 山田彩乃：桐生市、新潟在住 - ミス・アース[5]
- 吉田智美
- 吉野舞
- 璃乃（アイドル諜報機関LEVEL7）
- ロペス貴子（生まれは埼玉県）
- 和田彩花（元アンジュルム）：渋川市
- 渡辺知夏子
- 和田颯 (Da-iCE)

### 声優
- 阿座上洋平[6]
- 伊崎寿克
- 伊丸岡篤：伊勢崎市
- 岩井映美里
- 内田彩（μ's）：太田市
- 岡田貴之
- 小倉唯（元ゆいかおりほか）：みどり市
- 沖田蒼樹
- 久住琳
- 久保田民絵
- 小池いずみ
- 島ゆうこ
- 高橋研二
- 田中敦子[7]
- TARAKO：太田市
- 長克巳
- 富沢美智恵
- 冨田真
- 永井真衣
- 新名彩乃
- 西沢広香
- 野水伊織
- 原沢勝広
- 古澤融
- 本多陽子：高崎市
- 真柴摩利
- 水野愛日
- 柳井久代
- 横堀悦夫
- 吉田孝：伊勢崎市

### アダルトタレント
- 妹岳なつめ
- 麻美ゆま（高崎市）
- 朝日奈あかり
- チョコボール向井（渋川市）
- イセドン内村（伊勢崎市）

## その他

### 実業家・経営者・商人
- 阿久津哲造　テルモ社長、医学者
- 阿久戸庸夫　ミツバ社長
- 阿佐美昭一　日本酪農政治連盟委員長
- 新井昌一　JA共済連合会会長
- 荒井政雄　群馬銀行頭取
- 荒井正昭　オープンハウスグループ創業者、日本の富豪ランキング20位
- 新井領一郎　生糸貿易
- 新井隆二（新井隆司）　ビックカメラ創業者、日本の富豪ランキング31位
- 井上房一郎　井上工業社長
- 牛久保海平　サンデン創業者、群馬県名誉県民
- 大川栄二　実業家・大川美術館館長
- 大塚友広　izuru株式会社社長
- 小倉一郎　小倉クラッチ社長
- 小渕宏二　ウェブドゥジャパン社長・「CROOZ！」開発者
- 小渕志ち　蚕糸業普及の功労者
- 小渕千代　光山社役員
- 小渕光平 (2代目)　光山社グループ総帥・前中之条町長
- 金子才十郎　カネコ種苗会長
- 久米民之助　金剛山電気鉄道創始者
- 腰高博 - コシダカホールディングス社長兼CEO
- 小山五郎　三井住友銀行名誉顧問
- 木暮剛平　電通相談役、初代会長
- 佐々木誠二　テレビ大阪社長
- 佐田武夫　佐田建設社長
- 佐瀬守男　築地銀だこ創業者
- 塩原太助　商人・「塩原多助一代記」
- 篠原秀吉　上毛新聞社長
- しまだしゃちょー　実業家、社会貢献家タレント、勝手に群馬応援大使「ぐんマニア」
- 正田英三郎　日清製粉（現・日清製粉グループ本社）社長：館林市
- 須田忠雄　カチタス創業者、エンジェル投資家
- 関口忠　セキチュー会長
- 反町勝夫　LEC創立者
- 髙野友梨 たかの友梨ビューティクリニック社長
- 田子和則　ティエムシー（旧ペイントハウス）社長、大日建設社長
- 田中仁　ジンズ社長
- 戸川貞一　古奈屋社長・元スパイダースマネージャー
- 等松農夫蔵　監査法人トーマツ創業者
- 殿岡利男　アキレス創立者
- 中居屋重兵衛　江戸時代の豪商
- 中島知久平 富士重工業（中島飛行機）創始者
- 野間清治　講談社創業者
- 葉住利蔵　東武桐生線創始者
- 原善三郎　明治期の豪商
- 平田正　協和醗酵工業社長・農学博士
- 伏島近蔵　国立第七十四銀行の初代頭取　明治期の豪商
- 星野長太郎　製糸業者
- 松沢幸一　キリンビール社長・農学博士
- 三村明夫　新日本製鐵社長
- 茂木惣兵衛　江戸期の生糸商人、横浜松坂屋の創業者
- 茂木三枝　コンサルティングオフィス・ウィル創業者
- 梁瀬長太郎　ヤナセ創業者
- 山口隆祥 ジェッカーチェーン、ジャパンライフ創業者
- 山田昇 前橋でヤマダ電機創業
- 吉川廣和　DOWAホールディングス代表取締役会長兼CEO
- 吉田幸兵衛　明治期の豪商

### 武将・武士
- 新田義貞（南朝の中心的武将）
- 脇屋義助（新田義貞の弟）
- 新田義顕（新田義貞の長男）
- 新田義興（新田義貞の次男）
- 新田義宗（新田義貞の三男）
- 新田政義（新田家不肖の息子）
- 世良田義季（世良田氏始祖）
- 世良田頼氏（世良田義季の嫡男、吾妻鏡登場人物「新田三河守」）
- 長野業正・業盛:戦国武将
- 上泉信綱:剣豪
- 沼田顕泰
- 沼田景義
- 由良成繁
- 天野八郎　彰義隊副隊長

### やくざ
- 大前田英五郎（関東の三五郎）
- 国定忠治（江戸時代のやくざ）：伊勢崎市（旧佐波郡東村）
- 関根賢
- 山田城之助（群馬事件）

### 事件
- 高橋お伝（毒婦）
- 大久保清（大久保清事件）：高崎市（旧碓氷郡八幡村）
- 大河原宗平（元群馬県警警部補懲戒免職処分取消請求訴訟）：高崎市（旧群馬郡倉渕村）

### 架空の人物
- 赤木軍馬（『F』、『F REGENERATION 瑠璃』）
- 藤原拓海（『頭文字D』）:渋川市
- 篠原遊馬（『機動警察パトレイバー』）：前橋市
- 竹本祐太（『ハチミツとクローバー』）：安中市
- 沢渡桜子（『仮面ライダークウガ』）
- 群馬二ノ一（『もえちり!』シリーズの擬人化キャラ）
- 日下部若葉 （『アイドルマスター シンデレラガールズ』）
- 栗原ネネ （『アイドルマスター シンデレラガールズ』）
- 猫柳キリオ（『アイドルマスター SideM』）
- 木枯し紋次郎：三日月村＝薮塚本町（現・太田市）
- 天馬博士（天馬午太郎）（ 鉄腕アトム）

### その他
- 新井耕吉郎　農業技師、元魚池紅茶試験支所長、「台湾紅茶の父」
- 池田貴将　行動心理学研究者
- 大島保彦　駿台予備学校講師
- 小国敬史　フードファイター
- 杉木茂左衛門　義民
- 羽鳥千尋　森鷗外の小説「羽鳥千尋」のモデル）
- 平野長靖　環境保護運動家
- 臼井二美男 義肢装具士
- GUNMA-17　YouTuber
- 大神ミオ　バーチャルYouTuber

## 群馬県にゆかりのある人物
- 青木宣親（宮崎県）プロ野球選手。妻で元テレビ東京アナウンサーの大竹佐知が桐生市出身。
- 猪谷千春（北海道）アルペンスキー選手。五輪銀メダリスト。父が猪谷六合雄。
- 石垣佑磨（岐阜県）俳優。父が富岡市出身。
- 岩沢正作（神奈川県）博物学者。赤城の主。
- 上村占魚（熊本県）俳人。1944年から1954年まで群馬在住。富岡高等女学校に奉職。
- 内山節（東京都）哲学者。上野村に在住。
- 梅沢富美男（福島県）俳優、タレント。幼少期に劇団一座の本拠地があった前橋市で過ごす。前橋市立城東小学校、前橋市立第四中学校卒業。
- 海老名弾正（福岡県）キリスト教思想家、安中教会牧師、同志社第8代総長）
- 岡島秀樹（京都府）元プロ野球選手。妻でキャスターの栗原由佳が高崎市出身。
- オノサト・トシノブ（長野県）画家。桐生市。群馬県立桐生高等学校。
- 小塩節・久米あつみ兄妹（長崎県）父が小塩力
- 小渕優子（東京都） 政治家、父が元内閣総理大臣の小渕恵三、母がエッセイストの小渕千鶴子
- 小渕暁子（東京都）イラストレーター・グラフィックデザイナー・ファッションデザイナー・エッセイスト。小渕優子の姉
- 笠原将生、笠原大芽兄弟（福岡県）プロ野球選手。父の笠原栄一が伊勢崎市出身
- 柏木義円（新潟県）キリスト教思想家、安中教会牧師
- 加藤翔平（埼玉県）プロ野球選手。上武大学卒業
- 木田優夫（東京都）元プロ野球選手。父が前橋市出身
- 木根尚登（東京都）ミュージシャン。父が群馬県出身
- 草野心平（福島県）詩人。前橋に居住し上毛新聞に勤務。
- 上皇后美智子（東京都）上皇后、父で正田英三郎が邑楽郡館林町（現・館林市）生まれ。
- 坂口安吾（新潟県）作家。1952年より1955年まで桐生市に在住し、没す。
- 笹川良一（大阪府）実業家、政治家。ルーツである太田市小舞木町に籍を置いている
  - 笹川堯（東京都） 良一の次男、政治家、選挙区が桐生市
    - 笹川博義（東京都）良一の孫で堯の三男

  - 笹川陽平（東京都）良一の三男
- 櫻井翔（東京都）前橋市生まれ。東京都港区育ち。父が櫻井俊（前橋市出身）。
- 佐藤惣之助　詩人、作詞家。「赤城の子守唄」作詞、萩原朔太郎の妹と結婚
- 佐藤浩市（東京都）父が三國連太郎
- 塩野七生（東京都）父が詩人塩野筍三
- 篠原ゆき子（神奈川県）祖父が吾妻郡中之条町出身[8]
- 鈴木貫太郎（大阪府）第42代首相。旧制小学校から旧制中学校の途中まで前橋市で過ごした。
- 関根勤（東京都） タレント、父方のルーツが群馬県
  - 関根麻里（東京都） 勤の長女、タレント
- 関谷定夫（東京都）聖職学者、父方のルーツが群馬県
- 高柳重信 （東京都）俳人。父の俳人高柳黄卯木が伊勢崎市出身。戦中群馬に疎開し、墓所は伊勢崎市。
- 東野英心（東京都） 父が東野英治郎で北甘楽郡富岡町七日市（現・富岡市）出身。
- 徳冨蘆花（熊本県）小説家。伊香保に没す。徳富蘆花記念文学館渋川伊香保
- 成田悠輔（東京都）経済学者、起業家。母方の祖父母が草津町に住んでいた。
- 野沢雅子（東京都）声優。8歳から18歳まで群馬県利根郡（現・沼田市）に住んでいた。
- 福田康夫（東京都）政治家、父が福田赳夫
  - 福田達夫（東京都）康夫の長男。祖父・父の選挙区を継いだ
- 浜田文子（メキシコ）プロレスラー、父がグラン浜田（前橋市出身）。
- ブルーノ・タウト（ドイツ）建築家。高崎の洗心亭に居住。
- 三上朋也（岐阜県）プロ野球選手。妻で元東海テレビアナウンサーの関根和歌香が高崎市出身。
- 三木亮（大阪府）プロ野球選手。上武大学卒業
- 南川潤（東京都）作家。1944年から1955年に桐生市に在住し、没す。
- 室生犀星 （石川県）詩人、作家。萩原朔太郎と交流、来県し滞在、詩作。
- 谷田部俊（埼玉県）タレント、お笑い芸人。父が太田市出身。
- 山崎正（東京都）作詞家。幼少期に高崎市に移住、結婚で妻の出身の前橋市に転居
- 湯浅八郎（京都府）父が湯浅治郎（安中市）昆虫学者。同志社大学総長、国際基督教大学学長。
- 与謝野晶子（大阪府）歌人。三国路与謝野晶子紀行文学館,みなかみ町
- 吉田照美（東京都）フリーアナウンサー、両親が群馬県出身
- 若山牧水 (宮崎県）歌人。みなかみ紀行、みなかみ町他。
- 渡辺啓助（秋田県）作家。戦前、旧制・渋川中学に奉職。戦後、昭和20年代に渋川市在住。